# Творковізна
Творковізна (пол. Tworkowizna) — село в Польщі, у гміні Врублев Серадзького повіту Лодзинського воєводства.
Населення — 105 осіб (2011).
У 1975-1998 роках село належало до Серадзького воєводства.

## Демографія
Демографічна структура станом на 31 березня 2011 року:
|          | Загалом | Допрацездатний вік | Працездатний вік | Постпрацездатний вік |
| -------- | ------- | ------------------ | ---------------- | -------------------- |
| Чоловіки | 54      | 12                 | 32               | 10                   |
| Жінки    | 51      | 9                  | 29               | 13                   |
| Разом    | 105     | 21                 | 61               | 23                   |